# Millettioïdes
Clade
Les Millettioïdes sont un clade de plantes à fleurs de la famille des Fabaceae, de la sous-famille des Faboideae (ou Papilionoideae), du clade des Meso-Papilionoideae et du clade des accumulateurs d’acides aminés non protéinogènes (en anglais Non-protein amino acid-accumulating clade ou NPAAA). 

## Liste des sous-taxons
- Millettioïdes
  - Barbierieae (clade Clitoriinae)
  - Millettioïdes de base
    - Abreae
    - Millettieae
    - Dioclea

  - Phaséoloïdes
    - clade Kennediinae
    - Desmodieae
    - clade Cajaninae
    - clade Erythrininae
    - Psoraleeae
    - clade Phaseoleae

## Publication originale
- (en) Wojciechowski MF. (2013). "Towards a new classification of Leguminosae: Naming clades using non-Linnaean phylogenetic nomenclature". S Afr J Bot. 89: 85–93. DOI 10.1016/j.sajb.2013.06.017.